# 梨形猪笼草
梨形猪笼草（学名：Nepenthes&nbsp）是由无刺猪笼草（N. inermis）和塔蓝山猪笼草（N. talangensis）杂交得到的自然杂交种。其为苏门答腊塔蓝山的特有种。因塔蓝山猪笼草于1994年才被描述为一个独立的物种，之前被认识是邦苏猪笼草（N. bongso）的同物异名，所以在一些早期的文献中该杂交种被标记为邦苏猪笼草与无刺猪笼草的自然杂交种（N. bongso × N. inermis）。

## 植物学史
1973年，植物学家仓田重夫在《婆罗洲、新加坡和苏门答腊的猪笼草》（Nepenthes of Borneo, Singapore, and Sumatra）中错误的将该杂交种标记为疑惑猪笼草（N. dubia）的自然杂交种。
1997年，马修·杰布和马丁·奇克在其的专著《猪笼草属（猪笼草科）的框架性修订》中提到了采自塔蓝山的疑惑猪笼草标本（Kurata s.n. SING）。查尔斯·克拉克之后证实该标本实为无刺猪笼草与塔蓝山猪笼草的自然杂交种。

## 相关物种
该自然杂交种与疑惑猪笼草很相似。它们的区别在于该杂交种的笼盖较宽，且打开的幅度不会超过90°。此外，梨形猪笼草笼口基部向上拉伸，而疑惑猪笼草水平。
2001年，仓田重夫将该杂交种描述为一个独立的物种（N. pyriformis）。查尔斯·克拉克于同年出版的专著《苏门答腊岛与西马来西亚的猪笼草》中并不赞同这个鉴定。他发现梨形猪笼草的模式标本，即“Kurata & Mikil 4230 NDC”号标本“在多方面”和无刺猪笼草与塔蓝山猪笼草的自然杂交种的形态特征相符合。次年，仓田重夫即将梨形猪笼草从猪笼草属物种列表中撤出了。

## 扩展阅读
- 食虫植物照片搜寻引擎中梨形猪笼草的照片 （页面存档备份，存于）

 维基共享资源上的相關多媒體資源：梨形猪笼草
 維基物種上的相關：梨形猪笼草